# Nakajima Ki-201
Nakajima Ki-201 «Karyu» (яп. 中島 キ-201 火龍, «Карю» («Вогняний дракон»)) — проєкт реактивного винищувача Імперської армії Японії  періоду Другої світової війни.

## Історія створення
Восени 1943 року представники посольства Японії в Берліні ознайомились із новими німецькими реактивними літаками. Презентація вразила японців, і вони розпочали переговори про придбання ліцензії. Переговори завершились успішно лише у березні 1944 року, після зустрічі японської делегації з Гітлером. Японцям була передана технічна документація на планери та двигуни літаків Me 262 та Me 163. Крім того, у Японію у супроводі німецьких спеціалістів мали бути доставлені по одному літаку та по два комплекти запасних частин. Під час доставки два підводні човни були потоплені, але частину документації доставили літаком.
На базі цієї інформації флот замовив фірмі Nakajima розробку одномісного двомоторного винищувача-бомбардувальника Nakajima Kikka. Паралельно, фірма Nakajima зацікавила армію в розробці реактивного винищувача, який отримав позначення Ki-201. Проте через конкуренцію між армією та флотом розробкою двох літаків займались різні конструктори.
На відміну від флоту, армія хотіла отримати точну копію Me 262. Хоча частина документації була втрачена, а технологічні можливості Японії поступались німецьким, інженери Nakajima постарались задовольнити вимоги замовника. Конструктор розуміли, що аеродинамічна схема Me 262 відпрацьована німцями, тому вони намагались повторити її, щоб зекономити час на макетування та випробування.
Роботи над літаком розпочались 12 січня 1945 року. Проєктування та продувка макета в аеродинамічній трубі завершилась у червні 1945 року. Ki-201 практично повторював  Me 262, але спочатку мав пряме крило, на відміну від стріловидного у німецького літака. Але згодом конструктори повернулись до стріловидного крила, лише незначно зменшивши кут стріловидності. Ki-201 вийшов важчим, ніж Me 262, оскільки японська промисловість не могла виготовляти тонкий сталевий лист, і конструкторам довелось використовувати товстий дюралюміній.
Спочатку літак планувалось оснастити двигунами Ishikawajima Ne-230, пізніше планувалось замінити їх на перспективні Ishikawajima Ne-130, які на той момент були ще в стадії розробки. Озброєння літака мало складатись з двох 30-мм гармат  «Ho-155»  та двох 20-мм гармат «Ho-5». Для використання літака як перехоплювача його від початку планували оснастити радаром Та-Ki 15. Крім того, на літаку можна було розмістити одну 500 або 800-кг бомбу.
Перший прототип мав бути завершений у грудні 1945 року, а 18 передсерійних літаків - до березня 1946 року. Незважаючи на всі труднощі, на заводі Nakajima в м. Мітака розпочались роботи з будівництва прототипу. На момент капітуляції Японії вдалось практично завершити будівництво фюзеляжу.

## Тактико-технічні характеристики

### Технічні характеристики
- Екіпаж: 1 чоловік
- Довжина: 11,50 м
- Висота: 4,69 м
- Розмах крил: 13,70 м
- Площа крил: 25,00 м²
- Маса пустого: 4 500 кг
- Маса спорядженого: 7 000 кг
- Двигуни:  2 х  Ishikawajima Ne-230
- Потужність: 2 х 8,7 кН

### Льотні характеристики
- Максимальна швидкість: 852 км/г
- Крейсерська швидкість: 760 км/г
- Дальність польоту: 980 км
- Практична стеля: 12 000 м

### Озброєння
- Гарматне:
  - 2 x 30-мм гармати «Ho-155»
  - 2 x 20-мм гармати «Ho-5»
- Бомбове: 1 x 500/800 кг